# FK Smederevo
FK Smederevo – serbski klub piłkarski z siedzibą w Smederevie. Zespół został założony w 1924.

## Europejskie puchary
Legenda do wszystkich tabel:
- Q – runda eliminacyjna, 1/16, 1/8, 1/4, 1/2 – odpowiednia faza rozgrywek, Grupa – runda grupowa, 1r gr – pierwsza runda grupowa, 2r gr – druga runda grupowa, F – finał, R – runda, PO – play-off
- k. – rzuty karne, los. – losowanie, Dogr. – dogrywka, w. – zasada bramek strzelonych na wyjeździe

| Sezon   | Rozgrywki        | Runda | Przeciwnik         | Dom | Wyjazd | Ogólnie    |
| ------- | ---------------- | ----- | ------------------ | --- | ------ | ---------- |
| 2001    | Puchar Intertoto | 1R    | Dundee F.C.        | 5–2 | 0–0    | 5–2        |
| 2001    | Puchar Intertoto | 2R    | TSV 1860 Monachium | 2–3 | 1–3    | 3–6        |
| 2002/03 | Puchar UEFA      | Q     | Bangor City F.C.   | 2–0 | 0–1    | 2–1        |
| 2002/03 | Puchar UEFA      | 1R    | Ipswich Town       | 0–1 | 1–1    | 1–2        |
| 2003/04 | Puchar UEFA      | Q     | FK Sarajevo        | 3–0 | 1–1    | 4–1        |
| 2003/04 | Puchar UEFA      | 1R    | Slavia Praga       | 1–2 | 1–2    | 2–4        |
| 2004    | Puchar Intertoto | 1R    | UE Sant Julià      | 3–0 | 8–0    | 11–0       |
| 2004    | Puchar Intertoto | 2R    | Dynama Mińsk       | 1–3 | 2–1    | 3–4, Dogr. |
| 2005    | Puchar Intertoto | 1R    | Pobeda Prilep      | 0–1 | 1–2    | 1–3        |